# Wandel durch Annäherung
„Wandel durch Annäherung“ ist ein politisches Konzept, das in der Bundesrepublik Deutschland im Kalten Krieg im Zuge der „neuen Ostpolitik“ zum Tragen kam. Die Formulierung und auch die Erarbeitung gehen zurück auf den Leiter des Presse- und Informationsamtes des Landes Berlin, den SPD-Politiker Egon Bahr. Wandel durch Annäherung war die Grundlage für die Entspannungspolitik der seit 1969 regierenden sozialliberalen Koalition aus SPD und FDP.

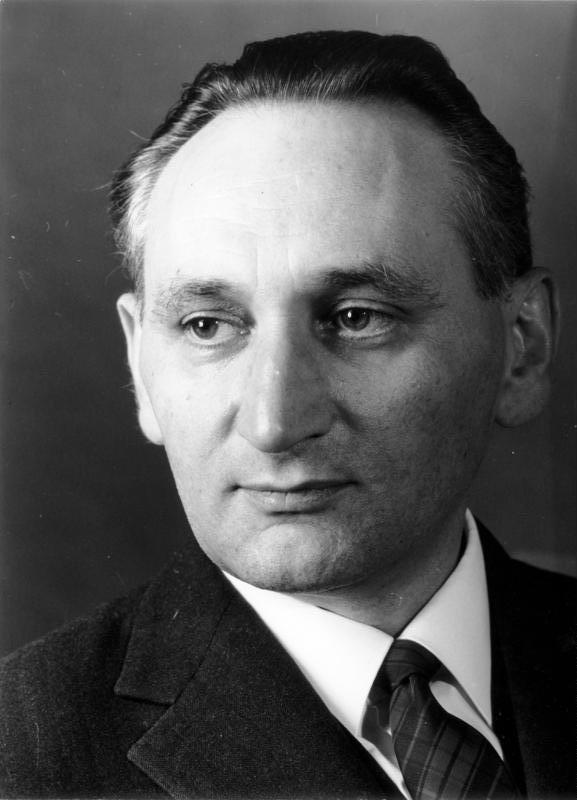
Egon Bahr (1969)

Erstmals formuliert wurde es 1963 in einer Rede Egon Bahrs vor der Evangelischen Akademie Tutzing. Bahr äußerte sich später in einer „Rück-Sicht“ über die Entstehungsgeschichte und den Leitgedanken: 

„Die Rede war das Produkt langer und sorgfältiger Arbeit. Die Manuskripte gingen zwischen Brandt und mir hin und her. [… Ich] hatte den Einfall, einen Punkt aus der Rede Brandts zu nehmen und ihn für die Konsequenzen des Verhältnisses zwischen den beiden deutschen Staaten zu exemplifizieren.“

## Charakter sowie historische Einordnung
Im Ursprung verbirgt sich hinter dem Konzept der Ansatz, von der „Politik des Drucks und Gegendrucks“, die zu einer Erstarrung des Status quo im Kalten Krieg geführt hatte, abzuweichen und im Vertrauen auf die eigene Stärke und das eigene Selbstbild „sich selbst und die andere Seite zu öffnen und die bisherigen Befreiungsvorstellungen zurückzustellen“. Im Mittelpunkt des neuen, eher pragmatisch ausgerichteten Politikstils und den damit verbundenen Fragen stand dabei für Bahr, nach den frischen Eindrücken des Mauerbaus, besonders die Sorge um die Menschen in Berlin als geteilter Stadt sowie Deutschland als geteiltem Land. Bahr kennzeichnet in Folge seines nach eigenen Worten als Diskussionsbeitrag zu verstehenden Vortrags die Überlegung, einen Strategiewechsel in der deutsch-deutschen Frage (Alleinvertretungsanspruch der Bundesrepublik bzw. Hallstein-Doktrin vs. Anerkennung der DDR als eigenständiger bzw. souveräner Staat) zu vollziehen, und nimmt dabei auch Bezug auf John F. Kennedys Strategie des Friedens: 

„Die erste Folgerung, die sich aus einer Übertragung der Strategie des Frieden auf Deutschland ergibt, ist, dass die Politik des Alles oder Nichts ausscheidet. Entweder freie Wahlen oder gar nichts, entweder gesamtdeutsche Entscheidungsfreiheit oder ein hartes Nein, entweder Wahlen als ersten Schritt oder Ablehnung, das alles ist nicht nur hoffnungslos antiquiert und unwirklich, sondern in einer Strategie des Friedens auch sinnlos.“

Die neue politische Agenda sollte somit von der bisherigen „Politik der Stärke“ Konrad Adenauers und dessen Magnettheorie abweichen und realpolitisch bei dem Gedanken ansetzen, dass Änderungen und Veränderungen in der DDR bzw. in der von der Sowjetunion besetzten Zone „nur ausgehend von dem zurzeit dort herrschenden verhaßten Regime erreichbar sind.“ Da der Mauerbau ein „Zeichen der Angst und des Selbsterhaltungstriebes des kommunistischen Regimes“ sei, benennt Bahr das neue Konzept direkt: 

„Das ist eine Politik, die man auf die Formel bringen könnte: Wandel durch Annäherung. Ich bin fest davon überzeugt, daß wir Selbstbewußtsein genug haben können, um eine solche Politik ohne Illusionen zu verfolgen, die sich außerdem nahtlos in das westliche Konzept der Strategie des Friedens einpaßt.“

Den Weg zu dieser neuen Politik ebneten seiner Ansicht nach eine Vielzahl von bisherigen, stillschweigend akzeptieren Vereinbarungen, die im mehr oder weniger informellen Austausch mit der DDR bereits bestanden und die das bisherige westdeutsche Primat der vorrangig zu klärenden Frage einer faktischen Anerkennung der DDR durch die Bundesrepublik für ihn in den Hintergrund treten ließ (z. B. der Interzonenhandel, die Anerkennung der Übergangs- und Grenzbestimmungen der DDR u. a. am Checkpoint Charlie). Im Ergebnis hieß dies für Bahr, „daß sich unterhalb der juristischen Anerkennung, unterhalb der bestätigten Legitimität dieses Zwangsregimes bei uns soviel eingebürgert hat, daß es möglich sein muß, diese Formen auch gegebenenfalls in einem für uns günstigen Sinne zu benutzen“. Für Bahrs Schlussfolgerungen im Umgang mit der DDR spielten dabei auch die Erfahrungen aus dem Volksaufstand vom 17. Juni 1953 in der DDR sowie dessen gewaltsame Niederschlagung durch sowjetische Panzer und die folgende Verfestigung des Ulbricht-Regime eine entscheidende Rolle: Er kam zu der Überzeugung, dass jede für das DDR-Regime existenzbedrohliche Situation zu einer unweigerlichen Verhärtung der Fronten und einer vertieften Spaltung führen musste. Weiterhin erkannte er, dass eine Politik, die auf Veränderung in der DDR abzielte, nicht ohne die Zustimmung der Sowjetunion möglich war. Letzteres bezog er vor allem auch auf eine mögliche Wiedervereinigung in der Zukunft, die er als einen „Prozeß mit vielen Schritten und vielen Stationen“ bewertete und somit eher als langwierigen Weg ansah. Bahr begriff seine Anstöße für eine neue Politik als Kehrtwende, die das, wie er es selbst bewertete, bis dato „absolut negative Ergebnis der Wiedervereinigungspolitik“ aufbrechen sollte.

## Intention und Ziel
Vorrangiges Ziel und Auslöser für Bahrs Konzept „Wandel durch Annäherung“ war es, den Menschen beiderseits der innerdeutschen Grenze menschliche Erleichterungen zu verschaffen: „Uns hat es zunächst um die Menschen zu gehen und um die Ausschöpfung jedes denkbaren und verantwortbaren Versuchs, ihre Situation zu erleichtern.“ Dabei sollte eine Intensivierung der Wirtschafts- und Handelsbeziehungen zu einer Hebung des Lebensstandards in der DDR durch den Austausch mit dem Westen führen, wovon sich Bahr eine verstärkte Bindung und eine entspannende, positive Wirkung in der DDR versprach.

## Kritik, Zielkonflikte und Wirkung

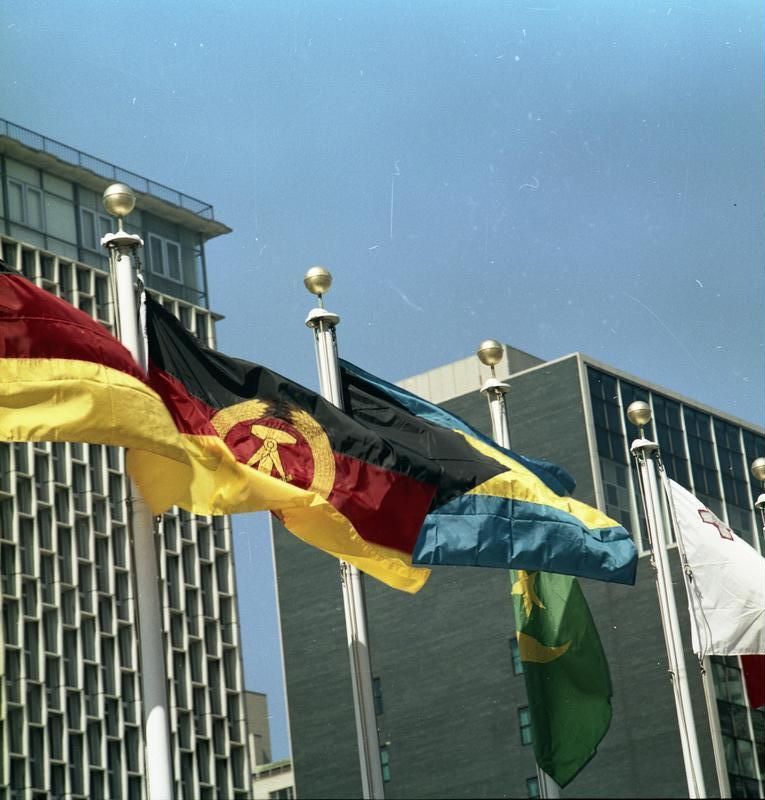
Die beiden deutschen Fahnen in New York 1973

Die neue Ostpolitik sollte durch Annäherung statt Abschirmung neue Perspektiven für das geteilte Deutschland öffnen, doch sie hatte nicht nur Befürworter, sondern barg in den Augen einiger Kritiker durchaus Risiken und Gefahren. Die DDR sicherte sich so mehr Unabhängigkeit und Eigenständigkeit auch in ihrer internationalen Vertretung. Dies kann man gut am Beitritt der Bundesrepublik Deutschland und der DDR zu den Vereinten Nationen im Jahr 1973 sehen. Zudem führte die neue Politik auch aufgrund einer eventuellen geringeren Unterstützung durch die NATO zu möglich neuen Problemen in den internationalen Beziehungen der Bundesrepublik und daraus abgeleiteten möglichen Bündnisverpflichtungen und Erwartungen. Außerdem legitimierte man mit der Anerkennung der DDR in Teilen die Unterdrückung der dortigen Bevölkerung, was den Frieden nachhaltig hätte stören können und ein wesentlicher Kritikpunkt war. Andererseits sorgte die neue Entspannungspolitik aber dafür, dass sich die Lage der Menschen in der DDR, wie angestrebt partiell verbesserte (vorrangiges Ziel der Politik Brandts und Bahrs war es, die Lebensumstände der Deutschen in Ost und West zu verbessern, weniger darin, eine schnelle Einheit zu erzwingen). So konnten beispielsweise Menschen durch das Transitabkommen nach langer Zeit wieder Freunde und Verwandte besuchen. Die Einheit in der Zukunft war dennoch nicht ausgeschlossen, wie man ausdrücklich bereits im Anhang zum Moskauer Vertrag vom 12. August 1970 festhielt. So übergab Brandt der sowjetischen Regierung vor dessen Unterzeichnung den „Brief zur deutschen Einheit“, der eine Hintertür offen hielt, in dem darin festgestellt wurde, dass der Vertrag „nicht im Widerspruch zu dem politischen Ziel der Bundesrepublik Deutschland steht, auf einen Zustand des Friedens in Europa hinzuwirken, in dem das deutsche Volk in freier Selbstbestimmung seine Einheit wiedererlangt.“ Die Politikwende sorgte zudem für eine Verbesserung des Ost-West-Verhältnisses und war ein Schritt zur Friedenssicherung in Europa. Die durch die Hallstein-Doktrin entstandene Verkrampfung wurde gelöst und die innerdeutschen Beziehungen verbesserten sich nachhaltig beispielsweise auf der Ebene des Kultur- oder Sportaustauschs.

## Anwendungs- und Übertragungsbeispiele des Konzepts in der internationalen Politik
Beispiel Nord- und Südkorea:

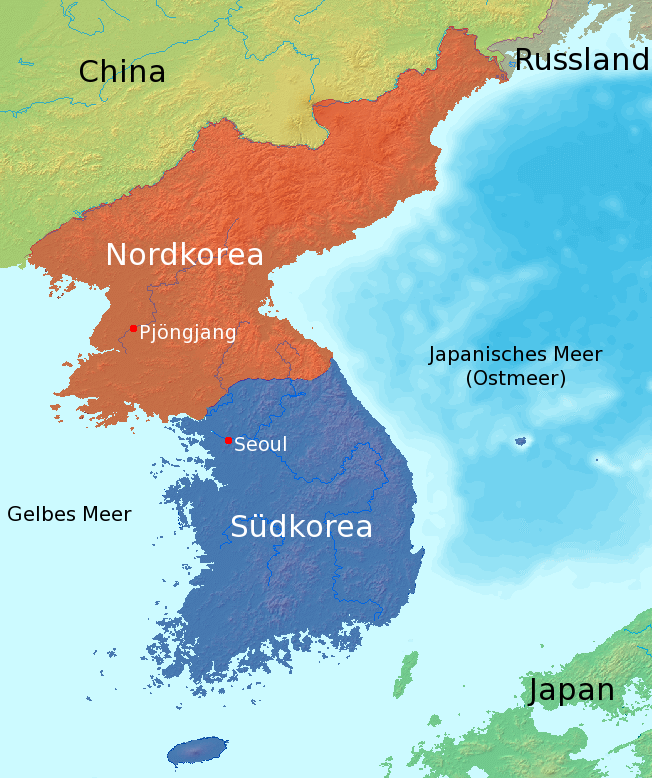
Das heute in #E46F46 Nord- und
1. 4A72AD Südkorea geteilte Korea

Der Glaube an den „Wandel durch Annäherung“ besteht auch noch in heutiger Krisenpolitik, wie es in Korea zu beobachten ist. Südkoreas amtierender Präsident Moon Jae-in sprach sich in seiner Rede in Berlin am 6. Juli 2017 vor der Körber-Stiftung für eine Koreapolitik der Annäherung aus, die sich an der neuen Ostpolitik von Brandt und Bahr der sechziger Jahre orientiert. Zentrale Motive waren die Dialogbereitschaft mit Kim Jong-un, die Bereitschaft zur Abrüstung und die Vertrauensbildung. Anfangs stieß dieser Politikwechsel auf harsche Kritik, da dieser die Methoden der Abschottungs- und Isolationspolitik für Nordkorea, welcher der damalige US-Präsident Donald Trump vertrat, kontrastierte. Erste Erfolge ließen sich jedoch nach kurzer Zeit beobachten. Die Kombination aus Sanktionserhöhungen und Gesprächsbereitschaft sorgte für politische Entspannung. Diese äußerte sich konkret in der Errichtung eines heißen Drahtes, im Verzicht auf Raketentests Nordkoreas und in der Bereitschaft für persönliche Gespräche zwischen den koreanischen Regierungschefs. Kritiker, wie der damalige Staatsminister im Auswärtigen Amt, Niels Annen, bemerken indes aber, dass Nordkorea seine Nuklear- und Raketentests dennoch weiter ausgebaut hat und sich zunehmend abschottet und diplomatische Kanäle kappt.
Beispiel Taiwan und China:

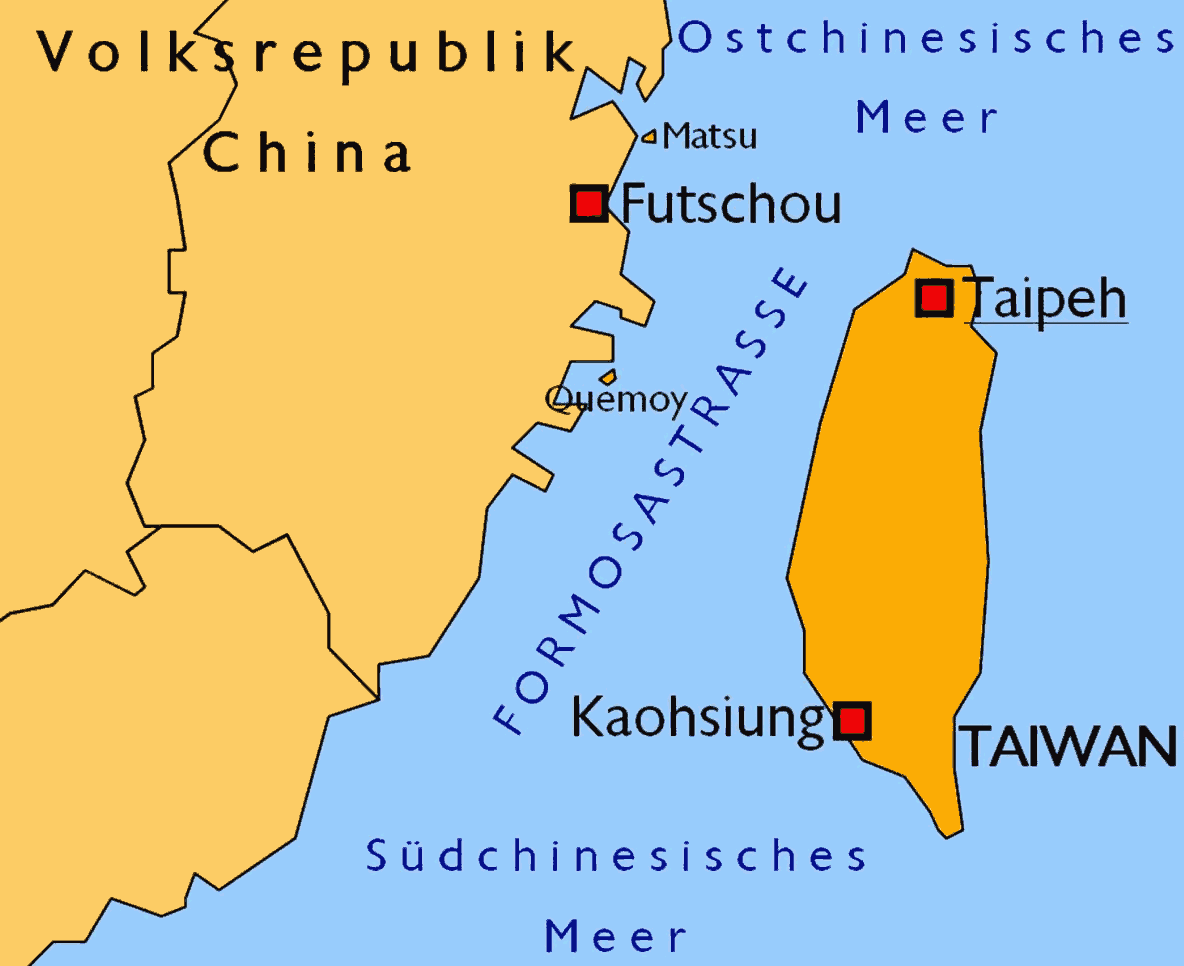
Volksrepublik China und Taiwan

Vor dem Hintergrund der andauernden Autarkie- und Souveränitätsbestrebungen Taiwans im Taiwan-Konflikt mit der Volksrepublik China konsultierte die Regierung Taiwans im Dezember 2011 Egon Bahr auf der Suche nach Lösungsansätzen in diesem Konflikt und, um dessen persönliche Expertise zu seinem Konzept Wandel durch Annäherung und einer möglichen Übertragung einzuholen. Vor Ort bemerkte Bahr: „Wandel durch Annäherung, kleine Schritte, Grundlagenvertrag – das sind Vokabeln, die den dortigen Gesprächspartnern ohne jeden Akzent in deutscher Sprache geläufig sind. Das ist sehr bemerkenswert, und der Erfolg ist unbestreitbar.“ Inwiefern dieses Konzept hier tatsächlich anwendbar ist, ist jedoch zweifelhaft. Kritiker geben zu bedenken, dass dieses Konzept in der Anwendung im geteilten Deutschland nicht spiegelbildlich auf den Konflikt Chinas und Taiwans übertragen werden kann. Verhandlungen auf Augenhöhe werden durch Chinas Stellung als aufstrebende Weltmacht erschwert und anders, als die in Europa eingeleitete Entwicklung durch Gewaltverzicht, stellt sich die Lage aufgrund einer stetigen Aufrüstung in Asien als deutlich explosiver dar.

## Einordnung durch die Geschichtswissenschaft
Der Historiker Manfred Görtemaker weist darauf hin, dass Brandt ähnliche Überlegungen bereits im Oktober 1962 bei einem Vortrag an der Harvard University geäußert hatte: 

„Wir haben die Formen zu suchen, die die Blöcke von heute überlagern und durchdringen. Wir brauchen so viel reale Berühungspunkte und so viel sinnvolle Kommunikation wie möglich […] Es geht um eine Politik der Transformation. Wirkliche, politische Mauern müssen ohne Konflikt nach und nach abgetragen werden.“

Mit dieser Politik sei Brandt aber zunächst in seiner Partei in der Minderheit geblieben, wo viele noch meinten, die Wiedervereinigung durch Blockfreiheit und Aufhebung der Westbindung erreichen zu können. Der Regierende Bürgermeister und sein Pressechef hätten aber gewusst, wie viel sie den Amerikanern verdankten, weshalb sie vonseiten der DDR als Kalte Krieger denunziert wurden. Auf der anderen Seite sei ihre neue Ostpolitik Herbert Wehner ein Dorn im Auge gewesen, weil er sie als Störung der Bildung einer Großen Koalition ansah, die er anstrebte: Bot insbesondere Bahrs griffige Formulierung doch Anlass zu dem Missverständnis, die SPD wolle sich in irgendeiner Weise ideologisch dem Kommunismus annähern.
Heinrich August Winkler verweist auf ähnliche Überlegungen, die der Berliner Publizist Peter Bender unter dem Titel Offensive Entspannung 1964 veröffentlichte. Dass die Revision der bisherigen Deutschlandpolitik fast ausnahmslos von Berlinern propagiert wurde, sei kein Zufall, schließlich seien dort die Auswirkungen der Spaltung am schmerzlichsten sichtbar, die die bisherigen Formeln Lügen straften. Diese Publizisten und Politiker hielten zwar am Ziel einer Wiedervereinigung fest, doch sei es für sie kein Nahziel mehr gewesen: Sie hätten geglaubt, dass kurzfristig etwas für den Zusammenhalt der deutschen Nation getan werden müsse, „weil es andernfalls später nichts mehr wiederzuvereinigen geben würde“.
Henning Köhler nennt Bahrs Rede von 1963 noch nebulös und tastend, doch habe die ihr zugrunde liegende Erkenntnis, dass „die Veränderung des Status quo nur möglich sei, wenn man ihn zuvor anerkannte“, 1989 zur Wende in der DDR und damit zur Wiedervereinigung beigetragen. Dies gelte, obwohl Bahr selbst an einen Wandel, den er anstrebte, nicht mehr glaubte, sondern sich mit einer Sicherheitspartnerschaft auf der Grundlage eines verbesserten Status quo zufriedengeben wollte.
Andreas Rödder nennt Bahrs Rede ein „Fanal“: Es sei ihm nicht nur um Entspannung im Sinne eines Modus Vivendi der beiden Militärbündnisse bzw. eine „Fortsetzung des Systemkonflikts mit anderen Mitteln“ gegangen. Wie Bahr, der mittlerweile zum Leiter des Planungsstabs im Auswärtigen Amt aufgestiegen war, im Juni 1968 in einer Denkschrift festhielt, schwebte ihm vielmehr eine neue Sicherheitsordnung in Mitteleuropa vor: Beide deutsche Staaten, die Benelux-Staaten, die Tschechoslowakei und Polen sollten, von den USA und der Sowjetunion garantiert, sich gesellschaftspolitisch einander annähern, die Unterschiede zwischen kapitalistischen und kommunistischen Staaten überwinden und gemeinsam einen „demokratischen Sozialismus“ entwickeln. Auch wenn Bahr dieses Fernziel für kurzfristig nicht erreichbar hielt, habe es eine Gefahr für die bundesdeutsche Westbindung dargestellt.